# Maikel Franco
Maikel Antonio Franco (né le 26 août 1992 à Azua de Compostela, Azua, République dominicaine) est un joueur de troisième but des Phillies de Philadelphie de la Ligue majeure de baseball.

## Carrière
Maikel Franco signe son premier contrat professionnel en 2010 avec les Phillies de Philadelphie. Après la saison 2013, Baseball America le classe 17e sur la liste annuelle des 100 meilleurs joueurs d'avenir. 
En juillet 2014, Franco est invité au match des étoiles du futur présenté à Minneapolis. Le 2 septembre 2014, il fait ses débuts dans le baseball majeur avec Philadelphie et récolte contre les Braves d'Atlanta un point produit grâce à un ballon-sacrifice. Le 5 septembre suivant, Franco réussit aux dépens du lanceur Stephen Strasburg son premier coup sûr dans les majeures et produit en 11e manche le point qui place les Phillies en avant dans leur victoire sur les Nationals de Washington.
Le 17 mai 2015, Franco réussit son premier coup de circuit dans les majeures, aux dépens du lanceur Josh Collmenter des Diamondbacks de l'Arizona.
Franco est nommé meilleure recrue du mois de juin 2015 dans la Ligue nationale après avoir durant cette période maintenu une moyenne au bâton de ,352 avec 8 circuits et 24 points produits.